# 稲葉延雄
稲葉 延雄（いなば のぶお、1950年〈昭和25年〉11月11日 - ）は、日本の実業家。日本放送協会（NHK）第24代会長（現職）。

## 人物
- 静岡県生まれ。幼少期に両親の実家のある東京都板橋区に移り住んだ[2]。父親は地図の原画を描く職人[3]。
- 東京教育大学附属中学校・高等学校（現・筑波大学附属中学校・高等学校）、東京大学経済学部卒業[4]。なお現役の時は東大紛争の影響で入試が中止され、1浪して合格[3][5]。中学・高校の同級生に経済評論家の藤巻健史や参議院議員の宮澤洋一がいる[5][6]。
- 1974年（昭和49年）に日本銀行に入行[4]。
- 日本銀行営業局証券課長、企画室審議役（政策企画担当）、システム情報局長、考査局長などを歴任[7]。
- 2004年（平成16年）に日本銀行理事に就任し、2005年（平成17年）から1年間大阪支店長を務める[8]。
- 2008年（平成20年）に日本銀行理事を退任し、リコーへ移籍して同社特別顧問就任[2]。リコー経済社会研究所長、専務取締役、取締役会議長等を歴任[7]。
- 2023年（令和5年）1月25日にNHK（日本放送協会）第24代会長に就任[9]。